# Cantón de Mont-Louis
El cantón de Mont-Louis era una división administrativa francesa, que estaba situada en el departamento de Pirineos Orientales y la región de Languedoc-Rosellón.

## Composición
El cantón estaba formado por quince comunas:
- Bolquère
- Caudiès-de-Conflent
- Fontpédrouse
- Fontrabiouse
- Formiguères
- La Cabanasse
- La Llagonne
- Les Angles
- Matemale
- Mont-Louis
- Planès
- Puyvalador
- Réal
- Saint-Pierre-dels-Forcats
- Sauto

## Supresión del cantón de Mont-Louis
En aplicación del Decreto n.º 2014-262 de 26 de febrero de 2014, el cantón de Mont-Louis fue suprimido el 22 de marzo de 2015 y sus 15 comunas pasaron a formar parte del nuevo cantón de Los Pirineos Catalanes.